# ロゼット (企業)
ロゼット株式会社(ROSETTE Co., Ltd.)は、東京都品川区に本社を置く日本の化粧品メーカー。山田養蜂場のグループ会社。
スキンケア商品に特化しており、ロングセラー商品の「ロゼット洗顔パスタ」（ロゼットせんがんパスタ）で知られる。
なお、本項では「ロゼット洗顔パスタ」についても説明する。

## 沿革
- 1929年 （昭和4年）- 大分県出身の創業者・原敏三郎が「レオン洗顔クリーム」を開発し、発売[注 1]。
- 1934年（昭和9年）9月 - 株式会社レオン商会として創業（この年を創業年としている）。
- 1944年（昭和19年） - 非軍需産業として閉鎖[3]。
- 1951年（昭和26年） - 昭光製薬株式会社[注 2]を設立[3]。「レオン洗顔クリーム」を「ロゼット洗顔パスタ」に改名し再発売（経緯については後述）。
- 1954年（昭和29年）5月 - ロゼット本舗 株式会社誌留美屋[注 2]を設立（現法人）。
- 1994年（平成6年）6月 - 現商号に商号変更。
- 2002年（平成14年） - ISO 9001を認証取得。
- 2006年（平成18年） - 山田養蜂場傘下となる。

## ロゼット洗顔パスタ
ロゼット洗顔パスタ（ロゼットせんがんパスタ）は、ロゼット株式会社が製造・販売する洗顔料である。

### 歴史
大分県出身の原 敏三郎（1896年7月 - 没年未詳）が、温泉に含まれる成分である硫黄の効果に着目し、にきびに効果のある洗顔料の開発に着手。1929年（昭和4年）、日本初のクリーム状の洗顔料である「レオン洗顔クリーム」の販売を開始した。白いガラス製の壺型の容器に入っており、価格は小瓶で1円40銭、徳用瓶で3円40銭と、当時の固形石鹸の価格（10銭）と比較しても割高であった。
個人商店での販売で販路は広くなく、手作りのため大量生産が出来ずに価格も割高でありながら、原の予想以上に好調な売れ行きだったことから、1934年（昭和9年）、販売会社として「株式会社レオン商会」を設立。翌1935年（昭和10年）からは新聞の三行広告を利用し、価格分の切手を郵送する方式による通信販売を開始した。
通信販売で成果を挙げると、新聞、雑誌に本格的な広告を出稿。デパートや化粧品店などにも販路を広げていくが、戦時体制下の中、生産中止を余儀なくされた。
終戦後の1951年（昭和26年）に原はレオン洗顔クリームの生産再開に乗り出すものの、市場にはレオン洗顔クリームの模倣品が数多く出回っていた。原は復活を期し、新たなブランドで再出発を図るブランド戦略を取った。販売元を同年設立の「昭光製薬株式会社」に変更し、商品名も「ロゼット洗顔パスタ」に変更した。商品名の「ロゼット」はバラの花飾りやバラ結びのリボンを表現したもので、「パスタ」は「粉を練り込んだペースト」の意味である。この時より、現在まで続く丸型の容器（詳細は後述）が採用されている。1954年、新たな販売会社として「株式会社詩留美屋」（現法人）を設立した。
2009年（平成21年）より洗浄成分に海泥や白泥などを使用した「クレイシリーズ」を発売している。また、2018年2月より50代以上の女性向け商品として主成分に卵殻膜を使用した「エイジクリア」シリーズも発売されている。

### 特長
1951年より販売している「イオウシリーズ」については一部商品を除き、発売以来丸型の容器を使用している。発売当時は化粧品用のアルミ製チューブはまだ存在しておらず、クリームの硬度を保つために生み出された容器である。
上蓋を開けると中央に直径1cmの穴が開いた内蓋が付けられており、内蓋を両手の親指で押すことにより中央の穴よりクリームが押し出される仕組みとなっている。1963年にはチューブ型も販売されたことがあるが、後に販売を終了している。
なお、イオウシリーズの一部商品および「クレイシリーズ」、「エイジクリアシリーズ」についてはチューブ型容器を採用している。
イオウシリーズ（一部商品を除く）とクレイシリーズの一部商品は医薬部外品である。

### 白子さんと黒子さん
1960年代から1970年代にかけて、「白子さんと黒子さん」という二人の女性キャラクターを使用した新聞、雑誌の漫画広告やテレビCMが多く製作され、ピーク時には年間600万個を売り上げた。
漫画広告を発案したのは原であり、「漫画は人の頭の中に必ず残る」という信念によるもの。テレビCMも当時としては斬新なアニメと実写の合成という手法が採用された。
色白な「白子さん」と色黒の「黒子さん」はいずれも目が大きく描かれ、鼻が略されて目のすぐ下に口があるという特徴的なキャラクターデザインである（二人以外の人物の顔はこの限りではない）。キャラクターデザインは社内のデザイナーが担当しており、白子さんは原の妻、黒子さんは妻の姪がモデルとされている。
2021年現在、白子さんと黒子さんのキャラクターはイオウシリーズのチューブ型商品と、公式オンラインショップの「初めての方へ」のページに描かれている。

### ラインナップ
（2021年1月現在）
イオウシリーズ
- 普通肌【医薬部外品】
- 荒性肌【医薬部外品】
- メイクも落とせる洗顔パスタ【医薬部外品】
- ホワイトダイヤ
- ブラックパール - 2021年2月1日発売[10]
- さっぱりタイプ【医薬部外品】 - チューブ型容器
- しっとりタイプ【医薬部外品】 - チューブ型容器
- ホワイトダイヤ パインアメの香り - パインアメとのコラボレーション商品（数量限定）。オリジナルポーチ付き。2021年11月1日発売[11]。

クレイシリーズ
- 海泥スムース
- 白泥リフト
- ガスールブライト
- アクネクリア【医薬部外品】
- 氷河泥クレンズ
- レッドリンクル - 2021年2月1日発売[10]

エイジクリアシリーズ
- メイク落としクリーム
- さっぱり洗顔フォーム
- しっとり洗顔フォーム
- もっとしっとり洗顔フォーム
- メイクも落とせる洗顔フォーム

過去に販売されていた商品
- ロゼット洗顔パスタ チューブタイプ - 1963年に発売[5]。
- ロゼットダイヤモンド - 1960年代から1980年代にかけて通販限定で販売された高級タイプ[5]。
- ハローキティロゼット洗顔パスタ - 2007年冬から2008年春にかけて限定発売[5]。
- 海泥スムース パインアメの香り - パインアメとのコラボレーション商品（数量限定）。オリジナルポーチ付き。2020年11月17日発売[12]。

## その他の商品
（2021年1月現在）
店頭販売ブランド
- ロゼットゴマージュ
- 夢見るバーム
- SUGOFF
- atreat
- Ms. White
- Skin mania

など
通販ブランド
- ロゼット素肌美システム
- オウンセラ
- ロゼットホワイト

医家向けブランド
- AK